# タシメルテオン
タシメルテオン（Tasimelteon）は、メラトニン受容体の MT1 と MT2 に対する選択的作動薬である。初めて承認されたラメルテオンやアゴメラチンと同様、メラトニン受容体作動薬である。
アメリカ食品医薬品局 (FDA) に承認された医薬品で、2014年1月に非24時間睡眠覚醒症候群の治療に適応がある
。欧州医薬品庁は同年6月にタシメルテオンの出願を受け、2015年6月に、全盲の成人のための非24時間睡眠覚醒症候群（none 24）の適応を承認した。しかし、これはこの症候群の少数である。Hetlioz の商品名で知られる。
非24時間睡眠覚醒症候群の治療中には、メラトニンや他の派生薬のように、服用者は服用する期間において睡眠の時期が改善されることを実感する。元の睡眠への復帰は、服薬を中断してから一か月以内に起こる。

## 毒性
げっ歯類では、受精障害や、特定のがんの増加、妊娠中の重大な有害事象が、人での服用量とされる量を超過した用量で明らかとなっている。